# Banc expropiat
El banc expropiat fou una oficina tancada de CatalunyaCaixa situada a Travessera de Gràcia que fou ocupada entre el 2011 i el 2016.
L'ocupació s'emmarcà dins les accions derivades del Moviment 15-M i que té a veure amb l'okupació d'una oficina bancària de Barcelona des del 22 d'octubre del 2011 fins al 23 de maig del 2016.
El 22 d'octubre de 2011, quan s'acabava una manifestació en contra del desallotjament de 4 habitatges al barri de La Salut, un grup de manifestants va ocupar el local buit d'una antiga sucursal bancària de Catalunya Caixa. Dies més tard, entre 30 i 40 persones van començar a treballar per definir-hi un projecte d'equipament, adequant les instal·lacions i situar-lo políticament, batejant el local amb el nom de banc Expropiat. Poc després, i en el marc de la descentralització del moviment 15-M als barris, l'Assemblea de la Vila de Gràcia va decidir traslladar-se al Banc Expropiat temporalment, decisió que finalment es faria definitiva

## Història
L'okupació d'aquesta oficina tancada de CatalunyaCaixa es va realitzar durant l'octubre de 2011, com a protesta pels desallotjaments i l'especulació. No és fins al 2013 que CatalunyaCaixa intenta recuperar-lo judicialment, però comencen les mobilitzacions per quedar-s'hi i el procés civil queda suspès. El 2014, Antàrtic Vintage, empresa de Manuel Bravo Solano compra el local, tot i saber que està ocupat. L'empresari i immobiliari reprèn el tràmit judicial i finalment es dicta una sentència de desallotjament per abans que finalitzi el 2014, però que no es va arribar a dur a terme. Més tard s'ha sabut que va ser perquè Xavier Trias, exalcalde de Barcelona, a partir de gener de 2015 va decidir pagar un lloguer de 5.000 euros al mes, amb un total de 65.000 euros.
El 12 de juliol de 2015, el govern municipal de Xavier Trias, abans de ser substituït pel d'Ada Colau, informa mitjançant un comunicat al Banc Expropiat que porten mig any pagant el lloguer, amb la qual cosa aquests van respondre amb el lema «la pau social no es compra», acusant l'alcalde d'haver pagat el lloguer amb el motiu que no es repetissin els incidents de Can Vies de cara a les eleccions que venien.
Finalment Ada Colau decideix deixar de pagar el lloguer durant el gener de 2016, cosa que va provocar que es dictés una nova sentència de desallotjament, que s'acabaria duent a terme el 23 de maig, que van provocar les protestes de Gràcia de 2016 i que durant els següents dies diversos col·lectius van intentar infructuosament tornar a ocupar l'edifici.

## Organització

### Assemblea i grups de suport[4]
- Assemblea de la Vila de Gràcia
- Assemblea de Dones Feministes de Gràcia
- Associació de veïns de la Vila de Gràcia
- L'Oca
- La Barraqueta
- Lluïsos de Gràcia
- Marea Pensionista de Gràcia

### Activitats
Un dels principals objectius del Banc Expropiat era el de tindre un espai alliberat en el barri de la Vila de Gràcia, és a dir, que no hi intervingués ni l'estat ni cap propietat privada i on els veïns poguessin posar en manifest les seves iniciatives. Amb aquest plantejament s'hi ha fet diversos tallers, com per exemple d'idiomes, costura, pintura, ioga, teatre, etc, amb la intenció de compartir coneixements sense ànim de lucre.
Per una altra banda també tenien altres iniciatives com la xarxa d'aliments, la botiga de roba i llibres gratuïta i la biblioteca social:
- Xarxa d'aliments: Format per un conjunt de persones que tenen com a objectiu alimentar a tothom que careix de menjar, mitjançant la masoveria urbana, entre d'altres.
- Botiga de roba i llibres gratuïta: És una botiga autogestionada, on qualsevol persona que vingui pot deixar alguna peça de roba o algun llibre, i el mateix per qui vol endur-se'n, sent el màxim de peces que et pots endur un dia 3.
- Biblioteca social: Formada per 3 apartats: Habitatge, espai públic i gentrificació; autogestió i suport mutu i, per acabar, lluites de gènere. La biblioteca pretenia estar en expansió mitjançant aportacions voluntàries sobre aquestes temàtiques.[5]